# Iré-le-Sec
Iré-le-Sec est une commune française située dans le département de la Meuse, en région Grand Est. Elle fait partie de la Lorraine gaumaise.

## Géographie

### Hydrographie
La commune est dans le bassin versant de la Meuse au sein du bassin Rhin-Meuse. Elle est drainée par le ruisseau le Chabot,.

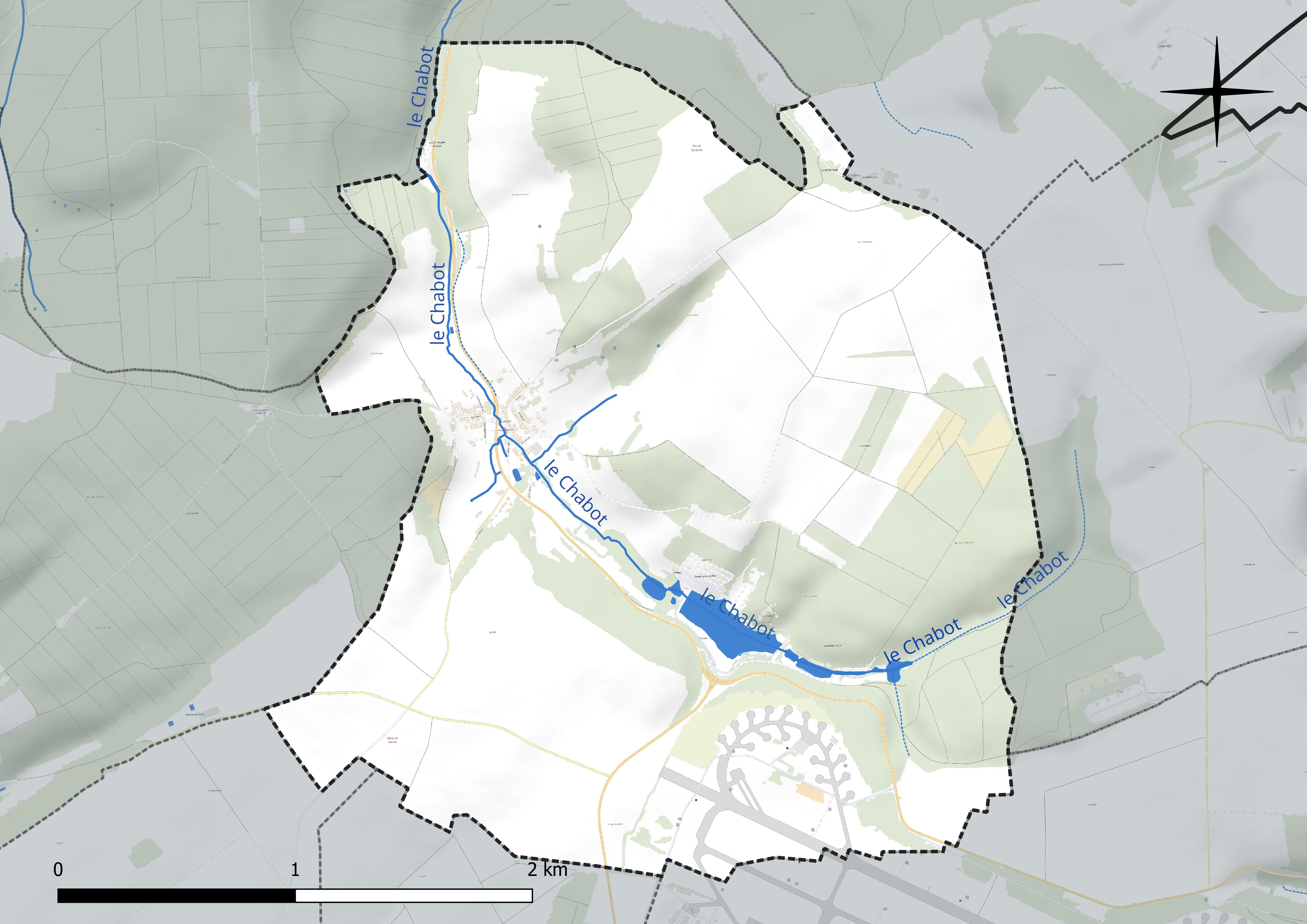
Réseau hydrographique d'Iré-le-Sec.

### Climat
Pour des articles plus généraux, voir Climat du Grand Est et Climat de la Meuse.
En 2010, le climat de la commune est de type climat de montagne, selon une étude du Centre national de la recherche scientifique s'appuyant sur une série de données couvrant la période 1971-2000. En 2020, Météo-France publie une typologie des climats de la France métropolitaine dans laquelle la commune est dans une zone de transition entre le climat océanique altéré et le climat océanique altéré et est dans la région climatique  Lorraine, plateau de Langres, Morvan, caractérisée par un hiver rude (1,5 °C), des vents modérés et des brouillards fréquents en automne et hiver.
Pour la période 1971-2000, la température annuelle moyenne est de 9,4 °C, avec une amplitude thermique annuelle de 15,9 °C. Le cumul annuel moyen de précipitations est de 1 016 mm, avec 14 jours de précipitations en janvier et 9,7 jours en juillet. Pour la période 1991-2020, la température moyenne annuelle observée sur la station météorologique de Météo-France la plus proche, « Villette », sur la commune de Villette à 11 km à vol d'oiseau, est de 10,1 °C et le cumul annuel moyen de précipitations est de 909,4 mm. 
La température maximale relevée sur cette station est de 39 °C, atteinte le 25 juillet 2019 ; la température minimale est de −14,8 °C, atteinte le 20 décembre 2009,,.
Les paramètres climatiques de la commune ont été estimés pour le milieu du siècle (2041-2070) selon différents scénarios d'émission de gaz à effet de serre à partir des nouvelles projections climatiques de référence DRIAS-2020. Ils sont consultables sur un site dédié publié par Météo-France en novembre 2022.

## Urbanisme

### Typologie
Au 1er janvier 2024, Iré-le-Sec est catégorisée commune rurale à habitat dispersé, selon la nouvelle grille communale de densité à sept niveaux définie par l'Insee en 2022.
Elle est située hors unité urbaine et hors attraction des villes,.

### Occupation des sols
L'occupation des sols de la commune, telle qu'elle ressort de la base de données européenne d’occupation biophysique des sols Corine Land Cover (CLC), est marquée par l'importance des territoires agricoles (57 % en 2018), une proportion sensiblement équivalente à celle de 1990 (57,3 %). La répartition détaillée en 2018 est la suivante : 
terres arables (49,9 %), forêts (28,5 %), zones industrielles ou commerciales et réseaux de communication (10,3 %), espaces verts artificialisés, non agricoles (4,2 %), prairies (4,1 %), zones agricoles hétérogènes (3 %). L'évolution de l’occupation des sols de la commune et de ses infrastructures peut être observée sur les différentes représentations cartographiques du territoire : la carte de Cassini (XVIIIe siècle), la carte d'état-major (1820-1866) et les cartes ou photos aériennes de l'IGN pour la période actuelle (1950 à aujourd'hui).

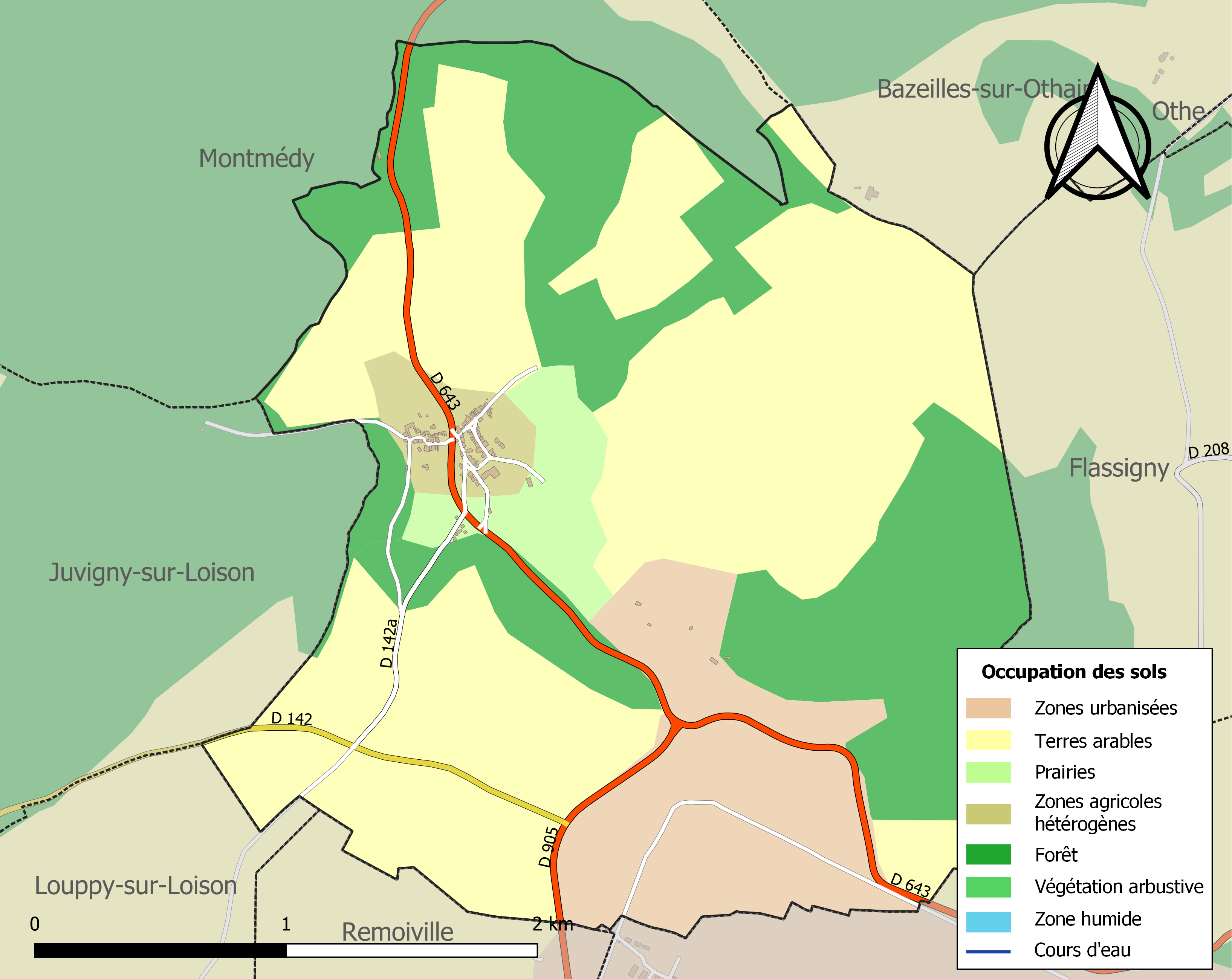
Carte des infrastructures et de l'occupation des sols de la commune en 2018 (CLC).

## Toponymie
Le nom de la localité est attesté sous les formes Ureia en 1096 (bulle d’Urbain II) ; Iray et Yrai-la-Sèche en 1402 ; Irey en 1571 (procès-verbal des coutumes) ; Iry-le-Sec en 1607 (idem); Yvré-le-Secq en 1656 (carte de l’évêque) ; Ires-le-Sec en 1700 (carte des États).
Il s'agit d'une formation toponymique gauloise ou gallo-romaine en -(i)acum, suffixe marquant le lieu ou la propriété. Albert Dauzat explique le premier élément Ir- sur la base de la première forme très antérieurement attestée et propose le nom de personne latin Urius, considéré comme gaulois par Xavier Delamarre qui ajoute Urus. Le nom commun gaulois uros signifie « auroch » et est considéré comme étant d'origine germanique, tout comme le latin ūrus. Ils remontent tous deux au germanique commun *ūraz ( cf. vieux haut allemand ûr > allemand Auer[ochs] « auroch », etc.). Il n'est cependant pas impossible qu'au lieu d'un « domaine d'Urus / Urius », nom d'homme, il s'agisse du nom commun urus « auroch, taureau sauvage », d'où le sens approximatif de « lieu des aurochs ». cf. Ligugé (Vienne, Locoteiaco VIe siècle) qui remonterait à *Lucot-iācon « domaine de Lucotios » ou « lieu-à-souris ».

## Histoire
Avant 1790 : Clermontois, après avoir été Barrois lorrain, coutume de Saint-Mihiel.

## Population et société

### Démographie
L'évolution du nombre d'habitants est connue à travers les recensements de la population effectués dans la commune depuis 1793. Pour les communes de moins de 10 000 habitants, une enquête de recensement portant sur toute la population est réalisée tous les cinq ans, les populations de référence des années intermédiaires étant quant à elles estimées par interpolation ou extrapolation. Pour la commune, le premier recensement exhaustif entrant dans le cadre du nouveau dispositif a été réalisé en 2008.

En 2022, la commune comptait 151 habitants, en évolution de −2,58 % par rapport à 2016 (Meuse : −4,4 %, France hors Mayotte : +2,11 %).
| 1793 | 1800 | 1806 | 1821 | 1831 | 1836 | 1841 | 1846 | 1851 |
| ---- | ---- | ---- | ---- | ---- | ---- | ---- | ---- | ---- |
| 301  | 383  | 380  | 401  | 505  | 537  | 553  | 557  | 580  |

| 1856 | 1861 | 1866 | 1872 | 1876 | 1881 | 1886 | 1891 | 1896 |
| ---- | ---- | ---- | ---- | ---- | ---- | ---- | ---- | ---- |
| 590  | 600  | 540  | 543  | 517  | 526  | 489  | 445  | 403  |

| 1901 | 1906 | 1911 | 1921 | 1926 | 1931 | 1936 | 1946 | 1954 |
| ---- | ---- | ---- | ---- | ---- | ---- | ---- | ---- | ---- |
| 354  | 349  | 318  | 257  | 245  | 201  | 181  | 150  | 177  |

| 1962 | 1968 | 1975 | 1982 | 1990 | 1999 | 2006 | 2008 | 2013 |
| ---- | ---- | ---- | ---- | ---- | ---- | ---- | ---- | ---- |
| 178  | 178  | 177  | 153  | 133  | 132  | 151  | 157  | 158  |

| 2018 | 2022 | - | - | - | - | - | - | - |
| ---- | ---- | - | - | - | - | - | - | - |
| 153  | 151  | - | - | - | - | - | - | - |

## Culture locale et patrimoine

### Lieux et monuments
- Église Saint-Hubert du XIXe siècle.